# Oxybaphus
Oxybaphus é um género de plantas com flor pertencente à família Nyctaginaceae.
A autoridade científica do género é L'Hér. ex Willd., tendo sido publicado em Species Plantarum. Editio quarta 1(1): 170, 185. 1797.

## Espécies
Segundo o The Plant List, o género tem 65 espécies descritas das quais 7 são aceites:
- Oxybaphus brandegeei (Standl.) Weath.
- Oxybaphus corymbosus (Cav.) Standl.
- Oxybaphus cucullatus (C.A. Mey.) Choisy
- Oxybaphus himalaicus Edgew.
- Oxybaphus nyctagineus (Michx.) Sweet
- Oxybaphus polytrichus (Standl.) Barneby
- Oxybaphus pratensis (Standl.) Weath.